# Filozofia kontynentalna
Filozofia kontynentalna – termin pochodzący z anglosaskiej tradycji filozoficznej, odnoszący się do tradycji filozoficznych pozostających pod znacznym wpływem pewnej grupy filozofów Europy kontynentalnej XIX i XX w. Czasem słowo „kontynentalny” jest w historii filozofii używane do odróżnienia innych niż współczesne kierunków filozoficznych świata anglosaskiego i „kontynentalnej” Europy (np. rozróżnia się „oświecenie kontynentalne” i „oświecenie brytyjskie”). Przeważnie jednak używane jest dla odróżnienia pewnej niekoherentnej grupy kierunków filozoficznych (do której należą przede wszystkim klasyczny idealizm niemiecki, egzystencjalizm, hermeneutyka, fenomenologia, strukturalizm, postmodernizm, w pewnej mierze: marksizm, neotomizm i feminizm) od filozofii analitycznej – należy tu zauważyć, że filozofia analityczna we współczesnym anglosaskim świecie filozoficznym ma większe znaczenie, niż np. w niemieckim czy francuskim. Należy jednak zwrócić uwagę także na to, że poza krajami anglosaskimi istnieją także inne, w których filozofia analityczna zdobyła duże znaczenie – należą do nich zwłaszcza Polska, Austria i kraje skandynawskie. Ponadto wiele kierunków, które bywają uważane za „analityczne” może silnie inspirować się współczesną filozofią „nieanalityczną”, a wiele kierunków uznawanych za „nieanalityczne” silnie inspirować się filozofią analityczną lub nawet (jak marksizm analityczny) być jej częścią.
W zbliżonym znaczeniu używa się także terminów filozofia nieanalityczna, filozofia syntetyczna, a czasem nawet filozofia współczesna. Różnorodność filozofii „nieanalitycznej” uniemożliwia skonstruowanie jej definicji, definicje filozofii analitycznej różnią się zaś znacznie, przede wszystkim ze względu na historyczne przemiany rozumienia pojęcia analizy. W wielu syntetycznych ujęciach historii filozofii współczesnej podział filozofii XX-wiecznej na analityczną i „nieanalityczną” uznaje się za fundamentalny dla niej, mimo że przyczyny i rzeczywiste znaczenie tego podziału wciąż budzą kontrowersje interpretacyjne. Istnieją też opinie, że po dziesięcioleciach, gdy podział ten był ostry, nadeszły czasy, kiedy zanika – tak np. Marek Siemek pisze, że o ile jeszcze przed dwudziestu laty można było sensownie mówić o dychotomicznym podziale wszystkich filozofów na czytelników Wittgensteina i czytelników Heideggera, niemających żadnej płaszczyzny porozumienia między sobą, to dziś sytuacja ta uległa całkowitej odmianie. Zachowując całą symbolikę tych dwóch nazwisk można powiedzieć, że obecnie Wittgensteina i Heideggera czytają zazwyczaj właśnie ci sami ludzie, a co więcej, niektórzy z nich twierdzą, że obaj ci autorzy w dwóch różnych językach mówili mniej więcej to samo.